# 真静寺
真静寺（しんじょうじ）は、高知県四万十市にある日蓮宗の寺院。山号は有岡山。四国最初の法華道場として日蓮宗宗門史跡に指定されている。旧本山は、京都妙顕寺。

## 歴史
- 建武3年（1336年）肥後阿闍梨日像の開山で檀越民部小輔の開基により建立。
  - 上洛した地頭民部小輔が居館を寄進して日像筆の題目本尊を祀り寺に改めた。

## 文化財

### 県指定文化財
- 真静寺文書
- 真静寺三十番神板絵

## 参考資料
- 日蓮宗寺院大鑑編集委員会『宗祖第七百遠忌記念出版 日蓮宗寺院大鑑』大本山池上本門寺 (1981年)